# Aprostocetus homochromus
Aprostocetus homochromus är en stekelart som först beskrevs av Perkins 1912.  Aprostocetus homochromus ingår i släktet Aprostocetus och familjen finglanssteklar. Inga underarter finns listade i Catalogue of Life.